# Cap des Canaus
El Cap des Canaus és una muntanya de 2.127 metres que es troba al municipi de Bausen, a la comarca de la Vall d'Aran, i a la frontera amb França.